# Interval (muziek)
In de muziek is een interval de muzikale afstand tussen twee tonen. Men onderscheidt harmonische intervallen waarvan de tonen gelijktijdig klinken en melodische intervallen waarvan de tonen na elkaar klinken.
Het verschijnsel interval ligt aan de basis van alle samenklanken. Door de klankeigenschappen treedt het harmonische interval meer naar voren als eenheid dan de afzonderlijke tonen. Het vraagt daarom oefening de afzonderlijke tonen te kunnen onderscheiden: het ongeoefende oor hoort een (tezamen gespeeld) interval als één klank, niet als twee afzonderlijke. Over de achtergronden en specifieke eigenschappen van de intervallen schreef Paul Hindemith uitgebreid in zijn Unterweisung im Tonsatz (deel 1), waarbij hij ook de intervallen in een reeks zette die geleidelijk van consonant naar dissonant loopt.

## Naamgeving
De naamgeving van de intervallen, in de westerse muziek, vloeit voort uit de onderlinge afstanden van tonen binnen de diatonische toonladder. De afstand tussen twee tonen (hetzij gehoord, gelezen, genoteerd, of zich voorgesteld) bepalen de grootte en naam van het interval. Deze afstand kan zowel in intervalnamen (zie onder bij moderne - en middeleeuwse naamgeving) als in aantallen hele of halve toonafstanden worden uitgedrukt. In de toonladder van C majeur bijvoorbeeld, zijn vijf van de zeven opeenvolgende afstanden hele toonafstanden; de intervallen e-f en b-c zijn halve toonafstanden:
De toonladder van C majeur met de stamtonen c, d, e, f, g, a, b, c

De toonafstanden binnen een majeurtoonladder zijn (in rood aangegeven of het een hele of halve toon betreft) van laag naar hoog:

C---1---D---1---E---1/2---F---1---G---1---A---1---B---1/2---C

Ook kan deze afstand worden weergegeven in cents of in een frequentieverhouding.

## Moderne naamgeving
Bij de traditionele naamgeving gebruikt men de Latijnse rangtelwoorden: prime, secunde, terts, kwart, kwint, sext, septiem, octaaf, none, decime, undecime, duodecime, tredecime enzovoort. Om in de diatoniek toch precies aan te geven hoe groot het interval is wordt daaraan nog toegevoegd de aanduiding klein, groot, rein, (dubbel)verminderd of (dubbel)overmatig. Alleen de prime, de kwart, kwint en de octaafvergrotingen daarvan kunnen rein zijn, maar nooit groot of klein. Alle andere intervallen kunnen wel groot of klein zijn, maar niet rein.
De naam van een interval is altijd gebaseerd op het interval tussen de stamtonen waarvan beide tonen zijn afgeleid. Twee verschillende intervallen kunnen dus enharmonisch gelijk aan elkaar zijn (bijvoorbeeld een grote terts zoals c-e en een verminderde kwart zoals c-fes), maar omdat ze niet dezelfde stamtonen hebben, worden beide intervallen niet met dezelfde naam aangeduid.
| Toon | Naam interval     | Reine stemming | Voorbeeld |
| ---- | ----------------- | -------------- | --------- |
| c-c  | reine prime       | 1:1            |           |
| b-c' | kleine secunde    | 16:15          |           |
| c-d  | grote secunde     | 9:8            |           |
| a-c' | kleine terts      | 6:5            |           |
| c-e  | grote terts       | 5:4            |           |
| c-f  | reine kwart       | 4:3            |           |
| b-f' | verminderde kwint | 64:45          |           |
| c-g  | reine kwint       | 3:2            |           |
| e-c' | kleine sext       | 8:5            |           |
| c-a  | grote sext        | 5:3            |           |
| d-c' | klein septiem     | 16:9           |           |
| c-b  | groot septiem     | 15:8           |           |
| c-c' | rein octaaf       | 2:1            |           |

1. De prime is het interval tussen twee tonen afgeleid van dezelfde stamtoon. Als de frequentieverhouding exact 1:1 bedraagt, spreekt men van een reine prime. Een prime kan ook overmatig of zelfs dubbelovermatig zijn. (Het is voor de tegenwoordige mens misschien opmerkelijk dat een verschil van nul toch wordt aangeduid met prime, eerste).
2. Een secunde is, melodisch gezien, de stap van de ene stamtoon naar de volgende. De intervallen e-f en b-c zijn halve toonafstanden en worden kleine secundes genoemd. Alle andere secundes (opeenvolgende intervallen) in de toonladder van C groot zijn hele toonafstanden, en worden grote secundes genoemd. Een secunde wordt ook wel seconde genoemd. Behalve groot en klein kan een secunde verminderd of overmatig zijn, als bijvoorbeeld de d' in de toonladder van C groot wordt verhoogd tot dis', is het interval c'-dis' een zogenaamde overmatige secunde. Een wat extremer geval is de verminderde secunde, die, hoewel hij enharmonisch gelijk is aan een reine prime (en zo klinkt hij ook op een piano, maar niet noodzakelijk op een viool), toch een vorm van secunde is.
3. terts In de toonladder van C-majeur: C D E F G A B C, is de toon E de derde toon, en staat met het interval terts af van de C. De toonladder voor D-majeur: D E F# G A B C# D, is de terts het interval tussen D en F#. Wanneer twee tonen tegelijk klinken kunnen er consonante (welluidende) en dissonante (wringende) klanken ontstaan. De tonen van een mineurtoonladder verschillen van de majeurtoonladder. Een belangrijk verschil is de kleine terts. Bijvoorbeeld voor de toonladder c-mineur is de derde toon, Es, een kleine terts hoger dan de grondtoon C. In plaats van 'mineur' zegt men dan ook wel 'kleine terts'.
4. kwart Een reine kwart bestaat uit 5 halve toonafstanden, bijvoorbeeld c'-f'. Een kwart kan behalve rein ook verminderd (bijv c'-fes') of overmatig (bijvoorbeeld c'-fis') zijn. Een overmatige kwart wordt ook wel tritonus genoemd.
5. kwint De frequentieverhouding tussen twee tonen die een reine kwint verschillen is in de reine stemming 3:2, ofwel anderhalf. In de gelijkzwevende stemming, echter, bedraagt deze afstand (eigenlijk: verhouding) iets minder dan anderhalf, namelijk 27/12, bij benadering 1,4983. Op deze manier kunnen alle twaalf halve toonafstanden gelijkgetrokken worden en kan er in iedere toonsoort even zuiver (of even vals) gespeeld worden met maar twaalf toetsen op het klavier. Het kleine verschil tussen een gelijkzwevende kwint en reine kwint wordt namelijk door het menselijk gehoor nauwelijks als 'vals' ervaren. Hoogstens in een langdurig 'staand' akkoord is het verschil waarneembaar: een rein akkoord bezit grotere helderheid. Een goed koor ziet daarom af van pianobegeleiding bij studie en uitvoering, het neigt er dan naar reine akkoorden te zingen. Zo ontstaat de typische heldere koorklank van de betere a capella gezelschappen.
6. sext Een sext (vroeger sixt) kan, net zoals haar omkering, de terts, klein zijn, of groot, of verminderd of overmatig (maar nooit rein).
7. septiem Net zoals haar omkering, de secunde, kan een septiem klein, groot, verminderd of overmatig zijn (nooit rein).
8. octaaf De frequentieverhouding tussen twee tonen die een rein octaaf verschillen is 2 staat tot 1. Het blijkt dat wanneer mensen tonen horen die één of meer octaven in toonhoogte verschillen, zij die als 'hetzelfde' ervaren. De namen van de tonen worden daarom in het octaaf herhaald.
9. none De none kan beschouwd worden als een octaaf plus een secunde. In samenklank is een none echter beduidend minder dissonant dan een secunde, vooral als de kwint ook aan de samenklank wordt toegevoegd. De none kan dan ook gezien worden als een stapeling van twee kwinten.In zangpartijen wordt dit en ieder groter interval meestal vermeden omdat het melodisch moeilijk te treffen valt.
10. decime octaaf plus terts
11. undecime octaaf plus kwart
12. duodecime octaaf plus kwint
13. tredecime octaaf plus sext
14. quardecime octaaf plus septiem
15. quindecime twee octaven

## Verminderd en overmatig
- Een verminderd interval ontstaat wanneer een klein of rein interval met een chromatische halve toon verkleind wordt.
- Een overmatig interval ontstaat wanneer een groot of rein interval met een chromatische halve toon vergroot wordt.

Voorbeelden van verminderde intervallen:
- d - f = kleine terts, d - fes = verminderde terts (niet te verwarren met d - e, een grote secunde)
- f - c = reine kwint, f - ces = verminderde kwint (niet te verwarren met f - b, een overmatige kwart)

Voorbeelden van overmatige intervallen:
- d - fis = grote terts, des - fis = overmatige terts (niet te verwarren met cis - fis, een reine kwart)
- f - c = reine kwint, f - cis = overmatige kwint (niet te verwarren met f - des, een kleine sext)

| Middeleeuwse naam        | Moderne naam      |
| ------------------------ | ----------------- |
| unisonus                 | prime             |
| semitonum minum          | kleine secunde    |
| tonus                    | grote secunde     |
| semiditonus              | kleine terts      |
| ditonus                  | grote terts       |
| diatesseron              | kwart             |
| tritonus                 | overmatige kwart  |
| semidiapente             | verminderde kwint |
| diapente                 | kwint             |
| semitonum cum diapente   | kleine sext       |
| tonus cum diapente       | grote sext        |
| semiditonus cum diapente | klein septiem     |
| ditonus cum diapente     | groot septiem     |
| diapason                 | rein octaaf       |

## Middeleeuwse naamgeving
In de Middeleeuwen hanteerde men afwijkende naamgeving voor de intervallen. Deze naamgeving was afgeleid van het Latijn. Opvallend is dat de naamgeving van de intervallen na de kwint zijn afgeleid van de intervalnamen van prime tot kwint. Dit heeft te maken met het feit dat op de kwint een nieuw tetrachord werd geplaatst.

## Enkelvoudige en samengestelde intervallen
De intervallen die niet groter zijn dan een octaaf heten enkelvoudige intervallen. Het zijn de prime tot en met het octaaf. Intervallen hoger dan het octaaf bestaan uit een enkelvoudig interval vermeerderd met een of meer octaven. Ze heten samengestelde intervallen.

## Omkering (inversie) van intervallen
Intervallen kunnen ook worden omgekeerd. Dat gebeurt altijd in het octaaf: het omgekeerde van een terts is een sext; het omgekeerde van een prime is een octaaf; enzovoorts. Wanneer men een rein interval omkeert, blijft het rein, groot wordt klein en klein wordt groot. De omkering van bijvoorbeeld een kleine terts is een grote sext. Twee intervallen die elkaars omkering zijn en zodoende samen een octaaf vormen noemt men complementaire intervallen.

## Consonantie en dissonantie
De muziektheorie maakt onderscheid tussen dissonante intervallen, en consonante intervallen.
Volkomen consonant zijn in principe: alle reine intervallen;
Onvolkomen consonant zijn in principe: alle grote en kleine tertsen en sexten;
Dissonant zijn in principe: de overige intervallen.
Hierbij dient te worden opgemerkt dat wat 'consonant' is en wat 'dissonant' is in de loop der eeuwen nogal gewijzigd is, en dat de perceptie van 'welluidendheid' of consonantie in diverse culturen verschillend ervaren wordt. Zo was bijvoorbeeld de grote terts in vroeger tijden een dissonant ervaren interval. Tegenwoordig worden ook de 'dissonante' intervallen niet altijd meer als zodanig ervaren. In de jazz bijvoorbeeld wordt ook veelvuldig gebruikgemaakt van de dissonante intervallen zonder dat men deze als dissonant ervaart.
Door de samenklank van tonen versterken ze elkaar (in de verwerking door het menselijk brein). De meest versterkende samenklank is niet zoals je zou verwachten het octaaf omdat de hersenen dit als één klank ervaren door de frequentie verhouding 2:1.
Het duodecime (12e interval) wordt als het meest versterkend ervaren, het heeft de simpele frequentie verhouding 3:1,  gevolgd door het decime (10e interval) en pas dan het octaaf. 

## Muziekvoorbeeld
c'-dis', een overmatige secunde (klinkt -in gelijkzwevende stemming- als kleine terts)